# Sarcocheilichthys soldatovi
Sarcocheilichthys soldatovi és una espècie de peix cipriniforme de la família dels ciprínids.

## Morfologia
Els mascles poden assolir els 12,1 cm de longitud total.

## Distribució geogràfica
Es troba des del riu Amur fins al riu Liaoning i al llac Buir (Mongòlia).